# 勤医会東葛看護専門学校
勤医会東葛看護専門学校(きんいかいとうかつかんごせんもんがっこう)は、医療法人財団東京勤労者医療会が千葉県流山市に設置する看護専門学校。全日本民主医療機関連合会(民医連)に加盟している。

## 沿革
- 1995年 - 勤医会東葛看護専門学校を開校　看護第1科41名　看護第2科45名入学
- 2013年3月 - 看護 第2科閉科
- 2013年4月 - 看護第1科を看護学科へ変更
- 2019年3月 - 看護学科22期生42名卒業

## 学科
- 看護学科(男女共学)（定員40名）

## 取得できる資格・免許状
- 専門士（医療専門課程）の称号[1]
- 看護師 国家試験受験資格
- 保健師・助産師学校受験資格
- 四年制大学編入学受験資格

## 臨床実習の協力施設
- 東葛病院
- みさと協立病院
- 代々木病院
- 船橋二和病院
- 埼玉協同病院
- 立川相互病院
- みさと健和病院
- 大田病院
- あきしま相互病院
- 王子生協病院
- 小豆沢病院
- 中野共立病院

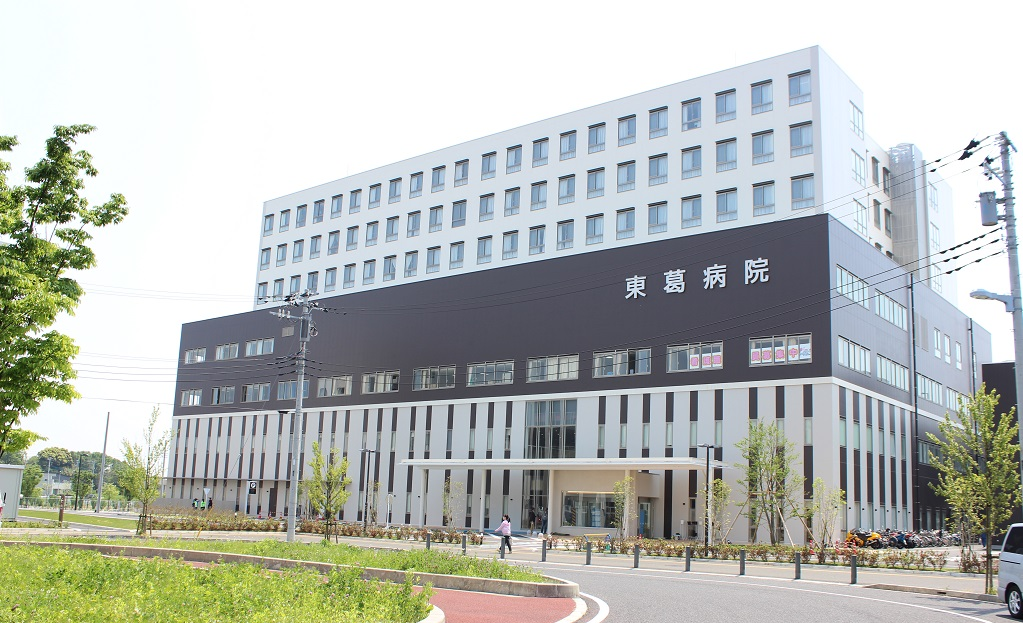
実習協力施設の一つの東葛病院(学校と同一法人が運営)

- その他訪問看護ステーション、介護福祉施設、グループホーム、保育園等

## 看護師国家試験合格率
(この節の出典)

| 看護師国家試験実施年(卒業年度) | 新卒者のみ(％) | 既卒者含む(％) | 全国平均(％) |
| ------------------------------ | -------------- | -------------- | ------------ |
| 2021年度(令和2年度)卒業生      | 91.9           | 88.1           | 90.4         |
| 2020年度(令和元年)卒業生       | 94.6           | 89.4           | 89.2         |
| 2019年度(平成30年度)卒業生     | 89.4           | 80.9           | 89.3         |
| 2018年度(平成29年度)卒業生     | 88.6           | 87.8           | 91.0         |

## 交通アクセス
- JR武蔵野線・つくばエクスプレス「南流山駅」から東武バス「三輪野山」停留所より徒歩約7分
- 東武野田線・つくばエクスプレス「流山おおたかの森駅」から東武バス「三輪野山」停留所より徒歩約7分
- 流鉄流山線「流山駅」より徒歩約20分